# Авока (селище, Нью-Йорк)
Авока (англ. Avoca) — селище (англ. village) в США, в окрузі Стубен штату Нью-Йорк. Населення — 809 осіб (2020).

## Географія
Авока розташована за координатами 42°24′54″ пн. ш. 77°25′29″ зх. д. / 42.41500° пн. ш. 77.42472° зх. д. (42.414883, -77.424835).  За даними Бюро перепису населення США в 2010 році селище мало площу 3,44 км², з яких 3,43 км² — суходіл та 0,01 км² — водойми.

## Демографія
Згідно з переписом 2010 року, у селищі мешкало 946 осіб у 351 домогосподарстві у складі 241 родини. Густота населення становила 275 осіб/км².  Було 393 помешкання (114/км²).
Расовий склад населення:
| - 96,5 % — білих - 0,6 % — чорних або афроамериканців - 0,2 % — корінних американців - 0,1 % — азіатів |

До двох чи більше рас належало 1,7 %. Частка іспаномовних становила 3,5 % від усіх жителів.
За віковим діапазоном населення розподілялося таким чином: 25,6 % — особи молодші 18 років, 59,4 % — особи у віці 18—64 років, 15,0 % — особи у віці 65 років та старші. Медіана віку мешканця становила 37,1 року. На 100 осіб жіночої статі у селищі припадало 100,4 чоловіків;  на 100 жінок у віці від 18 років та старших — 101,1 чоловіків також старших 18 років.
Середній дохід на одне домашнє господарство  становив 55 314 долари США (медіана — 47 788), а середній дохід на одну сім'ю — 65 690 доларів (медіана — 56 375). Медіана доходів становила 40 694 долари для чоловіків та 26 528 доларів для жінок. За межею бідності перебувало 16,9 % осіб, у тому числі 12,6 % дітей у віці до 18 років та 7,5 % осіб у віці 65 років та старших.
Цивільне працевлаштоване населення становило 453 особи. Основні галузі зайнятості: освіта, охорона здоров'я та соціальна допомога — 29,6 %, роздрібна торгівля — 19,2 %, виробництво — 11,9 %, науковці, спеціалісти, менеджери — 5,5 %.